# Carélie centrale
La sous-région de Carélie centrale (finnois : Keski-Karjalan seutukunta) est une sous-région de Carélie du Nord en Finlande. 
Au niveau 1 (LAU 1) des unités administratives locales définies par l'Union européenne elle porte le numéro 124.

## Municipalités
La sous-région de Carélie centrale est composée des municipalités suivantes :
| Blason              | Municipalité              |
| ------------------- | ------------------------- |
| Kiteen vaakuna      | Kitee (ville)             |
| Rääkkylän vaakuna   | Rääkkylä (municipalité)   |
| Tohmajärven vaakuna | Tohmajärvi (municipalité) |

## Population
Depuis 1980, l'évolution démographique de la sous-région de Carélie centrale est la suivante:
| Année      | 1980   | 1985   | 1990   | 1995   | 2000   | 2005   | 2010   |
| ---------- | ------ | ------ | ------ | ------ | ------ | ------ | ------ |
| population | 25 760 | 25 537 | 24 736 | 23 871 | 22 331 | 20 746 | 19 228 |

## Politique
Les résultats de l'élection présidentielle finlandaise de 2018:
- Sauli Niinistö   63.8%
- Matti Vanhanen   10.1%
- Laura Huhtasaari   7.7%
- Paavo Väyrynen   7.4%
- Pekka Haavisto   5.1%
- Tuula Haatainen   4.0%
- Merja Kyllönen   1.6%
- Nils Torvalds   0.4%